# Посланці (телесеріал)
Посланці (англ. The Messengers) — американський серіал каналу «The CW».

## Сюжет
Події описані в Дев'ятій главі Одкровення Іоана Богослова жахають. Віра Баклі, вчений, зі своїм колегою, у пустелі Нью-Мексико стали свідками падіння метеорита. Хвиля енергетичного імпульсу, що поширилася по окрузі, вбила п'ятьох людей. У них просто зупинилося серце. Через декілька хвилин вони прийшли до тями, живі і здорові, і навіть не потребували медичної допомоги. Однак опам'яталися вони вже іншими... Учений-жінка; мати, що намагається заховати дочку від чоловіка деспота; студент-сирота якого притискають у школі; агент ФБР під прикриттям, утомлений від своєї роботи; вельми харизматичний пастор. Усі вони померли й ожили, і тепер у них з'явилися суперсили. Вони намагаються жити далі, але не виходить, їх усіх тягне одне до одного. До Віри прийшов чоловік, котрий назвався «Людиною». Він її не боїться, наче він вище їх, ніби він знає те, що їм не відомо... Він запропонував їй допомогу, але хоче, щоб і вона погодилася на послугу. Але коли передбачення дев'ятої глави почнуть здійснюватися, вони засумніваються в тому, що вони янголи або посланці Божого слова...